# 우지시
우지시(일본어: 宇治市)는 일본 교토부 남부에 있으며, 뵤도인과 우지차로 알려진 시이다. 서쪽에 오구라이케 간척지가 있고 현재는 농지와 주택가가 되어 있다.

## 인접한 자치체
- 교토부
  - 교토시 후시미구
  - 조요시
  - 쓰즈키군 우지타와라정
  - 구세군 구미야마정
- 시가현
  - 오쓰시

## 역사
4세기에 오진 천황의 아들이 우지에 궁전을 세웠고 1180년, 1184년, 1221년 세 차례에 걸쳐 우지에서 전투가 벌어졌다.
쇼군 아시카가 요시미쓰는 우지 지역에 녹차 재배를 장려했다. 이후 우지는 우수한 질의 녹차 생산과 유통의 중심지가 되었다. 우지에서 생산된 녹차를 우지차라고 부른다. 쓰엔차는 1160년 이래 여전히 판매되고 있고 쓰엔차 상점은 아마도 세계에서 가장 오래된 것으로 추정된다. 1951년 3월 1일에 구세군의 우지정을 포함한 2정 3촌이 합쳐져 우지시가 성립되었다.

## 교통

### 도로
- 국도 제24호선

### 철도
- 게이한 전기 철도 우지선
  - 고와타역 - 오바쿠역 - 미무로도역 - 우지역
- 교토시 교통국(교토 시영 지하철) 도자이선
  - 로쿠지조역
- 긴키 닛폰 철도 교토선
  - 오구라역 - 이세다역 - 오쿠보역
- 서일본 여객철도 나라선
  - 로쿠지조역 - 고하타역 - 오바쿠역 - 우지역 - JR 오구라역 - 신덴역

## 시설·건축물
- 뵤도인
- 우지가미 신사

## 인구
| 연도  | 인구    | ±%      |
| ----- | ------- | ------- |
| 1920  | 16,807  | —       |
| 1930  | 21,355  | +27.1%  |
| 1940  | 27,748  | +29.9%  |
| 1950  | 38,231  | +37.8%  |
| 1960  | 47,336  | +23.8%  |
| 1970  | 103,497 | +118.6% |
| 1980  | 152,692 | +47.5%  |
| 1990  | 177,010 | +15.9%  |
| 2000  | 189,112 | +6.8%   |
| 2010  | 189,609 | +0.3%   |
| 2015  | 184,726 | −2.6%   |
| 출처: |         |         |

## 자매 도시
- 중화인민공화국 산시성 셴양시
- 캐나다 브리티시컬럼비아주 캠루프스
- 스리랑카 누와라엘리야구 누와라엘리야

## 같이 보기
- 우토로